# Walter Josephi

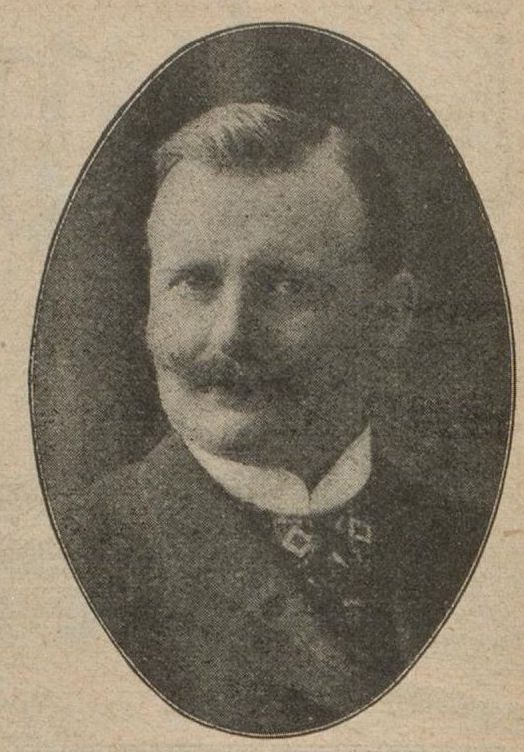
Walter Josephi

Walter Friedrich Wilhelm Josephi (* 22. Februar 1874 in Rostock; † 16. Juni 1945 in München) war ein deutscher Kunsthistoriker und Museumsdirektor. 

## Leben und Wirken
Walter Josephi, der Sohn des Rostocker Kaufmanns und Fabrikbesitzers Carl Josephi, machte 1893 sein Abitur. Nach anfänglichem Studium der Staats- und Rechtswissenschaft an den Universitäten in Heidelberg, München und Rostock folgte ein Studium der Kunstgeschichte in Berlin und München, unterbrochen vom Militärdienst als Einjährig-Freiwilliger 1898/99. Die Studienzeit beendete Josephi 1902 mit seiner Promotion an der Münchener Universität.
Das Germanische Nationalmuseum in Nürnberg war ab 1902 Josephis erste Wirkungsstätte, die mit Volontariat und Praktikum begann und nach zwei Jahren in eine Assistenzstelle überging. Verschiedene Publikationen zu den Sammlungen des Museums, die teilweise zu Standardwerken wurden, begleiteten hier seine kunsthistorische Tätigkeit. Im August 1911 endete seine Zeit als Assistent am Germanischen Nationalmuseum.
In das Jahr 1911 fällt auch Josephis Rückkehr nach Mecklenburg. Zunächst übernahm er für drei Monate die Vertretung für Ernst Steinmann als Direktor des Großherzoglichen Museums und der Kunstsammlungen in Schwerin. Außerdem wurde er beratendes Mitglied der Großherzoglichen Denkmälerkommission. Zum 1. Oktober 1911 wurde Josephi zum Museumsdirektor und ordentlichen Mitglied der Denkmälerkommission berufen, einhergehend mit der Ernennung zum Hofrat VI. Klasse. Daneben wurde er ab Oktober des Jahres Mitglied im Verein für mecklenburgische Geschichte und Altertumskunde.
Josephis Amtszeit war geprägt von der Umgestaltung des Großherzoglichen Museums nach dem neuesten Stand der Kunstwissenschaft. Die Themen umfassten das gesamte Spektrum der Museumsarbeit: die Verwaltung war neu zu organisieren, die Sammlungen zu inventarisieren und zu katalogisieren, die kirchlichen Altertümer wie auch die Gemäldesammlung neu zu ordnen. Zwischen 1916 und 1918 hatte Josephi, da er Landes-Kunstsachverständiger des Großherzoglichen Ministeriums war, in Mecklenburg die Kirchenglocken und weitere Teile kirchlichen Inventars im Bezug auf die Metallbeschlagnahmen des Kriegsamtes zu prüfen.
Nach dem Ersten Weltkrieg und der Abdankung des Großherzogs Friedrich Franz IV. entwickelte Josephi das Hofmuseum sowie das Residenzschloss zu einem staatlichen Landesmuseum. Ab dem Jahre 1921 teilte sich die Schweriner Museumslandschaft in das Schlossmuseum und in das Museum am Alten Garten, beide offiziell in dem Namen „Mecklenburg - Schwerinsches Landesmuseum“ zusammengefasst.

„Die Zeiten des internationalen Hofmuseums sind vorbei, für ein Land wie Mecklenburg auch die Zeiten internationalen Sammelns; ein Heimatmuseum können wir nicht werden, denn die Wurzeln der höfischen Vergangenheit sind überstark und die Blüten so reich und schön, daß dieser stolze Baum stets der Mittelpunkt des Ganzen bleiben wird. Wir müssen uns besinnen, daß wir Deutsche und daß wir Mecklenburger sind: in der sammlerischen Auswertung dieser Erkenntnis, und vor allem der letzteren, liegt nach meiner Überzeugung die Zukunft eines Mecklenburgischen Landesmuseums.“

Nach der Machtergreifung 1933 war Josephi nicht bereit, die nationalsozialistische Kulturpolitik im Museum umzusetzen. 1935 beantragte er erstmals die Versetzung in den einstweiligen Ruhestand, was vom Mecklenburgischen Staatsminister abschlägig beschieden wurde. Unter der zunehmenden psychischen Belastung litt nun verstärkt seine Gesundheit, mehrfach bat er um den Ruhestand. Im Februar 1939 wurde von Adolf Hitler seine Entlassungsurkunde unterzeichnet.
Seine Pensionärszeit verbrachte Walter Josephi in Bayern. Mit Beginn des Zweiten Weltkrieges wurde er nochmals in seinem Beruf aktiv; als ehemals bayerischer Beamter (aus der Zeit am Germanischen Nationalmuseum) stellte er sich als „nachgeordneter wissenschaftlicher Beamtenersatz“ der Bayerischen Verwaltung zur Verfügung. Nach 1942 war sein Rat nicht mehr gefragt, weder in Bayern noch in Preußen. Walter Josephi starb 1945 in München im 71. Lebensjahr.

## Schriften (Auswahl)
- Die gotische Steinplastik Augsburgs. Inaugural-Dissertation, C. Wolf & Sohn, München 1902
- Geschichte der Baukunst (= Hillgers illustrierte Volksbücher. Band 23). Hillger, Berlin 1905, DNB 1141813904, urn:nbn:de:101:1-201712177601.

- Geschichte der Bildhauerkunst (= Hillgers illustrierte Volksbücher. Band 95). Hillger, Berlin 1908, DNB 1139278452, urn:nbn:de:101:1-201711193456.

- Die Werke plastischer Kunst. Kataloge des Germanischen Nationalmuseums. Nürnberg 1910 (Volltext, Bayerische Staatsbibliothek).

- Führer durch das Mecklenburgische Landesmuseum in Schwerin.
  - Die Prunkräume im Schloßmuseum : mit einer Geschichte des Schweriner Schlosses. Boldt, Rostock 1921 (Volltext RosDok)
  - Die Sammlungen im Museum am Alten Garten. Mecklenburg. Landesmuseum (Hrsg.), Schwerin 1922, DNB 577394827, (Volltext RosDok)
    - Walter Josephi: Mecklenburgische Altertümer.
    - Robert Beltz: Vorgeschichtliche Abteilung.
    - Heinrich Reifferscheid: Gemäldegalerie.

  - Die Sammlungen und die Prunkräume des Schlossmuseums. 3., erweiterte Auflage, Bärensprung, Schwerin 1926 (Volltext RosDok)
- Das Schweriner Schloss.  (= Mecklenburgische Bilderhefte; Band 2) Hinstorff, Rostock 1930 (Volltext RosDok)
- Die Güstrower Domapostel. (= Mecklenburgische Bilderhefte; Band 5) Hinstorff, Rostock 1931 (Volltext RosDok)
- zahlreiche Beiträge in den Mitteilungen aus dem Germanischen Nationalmuseum, für die Jahrbücher des Vereins für Mecklenburgische Geschichte und Altertumskunde (später die Mecklenburgischen Jahrbücher),[3] für die Mecklenburgischen Monatshefte[3] sowie Aufsätze in der Presse Mecklenburgs, u. a. in der Rostocker Zeitung und der Mecklenburgischen Zeitung.